# Eupolyodontes gulo
Eupolyodontes gulo är en ringmaskart som först beskrevs av Grube 1855.  Eupolyodontes gulo ingår i släktet Eupolyodontes och familjen Acoetidae. Inga underarter finns listade i Catalogue of Life.